# Östen Undén
Bo Östen Undén est un juriste et homme d'État suédois né le 25 août 1886 à Karlstad, dans le comté de Värmland, et mort le 14 janvier 1974 à Stockholm. Il est membre du Parti social-démocrate.

## Biographie
Professeur de droit à l'université d'Uppsala, Östen Undén est représente la Suède à la Société des Nations pendant l'entre-deux-guerres.
Il est brièvement ministre de la Justice en 1920 au sein du gouvernement Branting I. Puis il devient ministre des Affaires étrangères de 1924 à 1926 dans les gouvernements Branting III et Sandler, puis de 1945 à 1962 dans le gouvernement Hansson IV et dans les trois gouvernements de Tage Erlander. 
Il exerce également la fonction de Premier ministre par intérim entre le décès de Per Albin Hansson, le 6 octobre 1946, et la nomination de Tage Erlander à ce poste, le 11 octobre 1946.
En 1954, alors ministre des Affaires étrangères, il exprime son opposition à l'indépendance des pays baltes, alors intégrés à l'URSS, du fait de leur « manque de maturité politique ».